# Lepta (album)
Lepta (Лепта) – drugi album rosyjskiej grupy paganmetalowej Arkona. Został wydany 30 grudnia 2004 roku przez Sound Age Production.

## Lista utworów
| Nr | Tytuł utworu              | Oryginalny tytuł      | Długość |
| -- | ------------------------- | --------------------- | ------- |
| 1. | „Sotkany Veka”            | Сотканы века          | 4:17    |
| 2. | „Lepta O Gneve”           | Лепта о гневе         | 5:29    |
| 3. | „Chernye Debri Voyny”     | Черные дебри войны    | 4:32    |
| 4. | „Zarnitsy Nashey Svobody” | Зарницы нашей свободы | 5:43    |
| 5. | „Vyidu Ya Na Volyushku”   | Выйду я на волюшку    | 3:40    |
| 6. | „Voin Pravdy”             | Воин правды           | 5:48    |
| 7. | „Marena”                  | Марена                | 7:26    |
| 8. | „Epilog”                  | Эпилог                | 1:53    |
| 9. | „Oy, To Ne Vecher...”     | Ой, то не вечер...    | 3:12    |
|    |                           |                       | 42:00   |

Utwór "Chernye Debri Voyny" dedykowany jest pamięci poległych w atakach terrorystycznych w Rosji, zaś utwór "Oy, To Ne Vecher..." jest rosyjską pieśnią ludową.

## Twórcy
- Masza "Scream" Archipowa – wokal, klawisze, flet
- Aleksiej "Lesiar" Agafonow – wokal (utwór 3#)
- Siergiej "Łazar" – gitary
- Rusłan "Kniaz" – gitara basowa
- Wład "Artist" – perkusja